# Rhipidia (Rhipidia) antrotrichia
Rhipidia (Rhipidia) antrotrichia is een tweevleugelige uit de familie steltmuggen (Limoniidae). De soort komt voor in het Neotropisch gebied.